# كاترينا كاميرون
كاترينا كاميرون هي لاعبة جمباز إيقاعي كندية، ولدت في 9 مايو 1995 في ميسيساغا في كندا.

## وصلات خارجية
- كاترينا كاميرون على موقع الاتحاد الدولي للجمباز (biography) (الإنجليزية)
- كاترينا كاميرون على موقع اللجنة الأولمبية الدولية (الإنجليزية)
- كاترينا كاميرون على موقع أوليمبيديا (الإنجليزية)
- كاترينا كاميرون على موقع اللجنة الأولمبية الكندية (الإنجليزية)